# Poryte Szlacheckie
Poryte Szlacheckie – część wsi w Polsce położona w województwie podlaskim, w powiecie kolneńskim, w gminie Stawiski. Leży przy drodze wojewódzkiej nr. 648. Wspólnie z sąsiednią (zrośniętą) wioską (Poryte Włościańskie) stanowi miejscowość Poryte.

## Historia
W latach 1921–1939 wieś leżała w województwie białostockim, w powiecie kolneńskim (od 1932 w powiecie łomżyńskim), w gminie Stawiski.
Według Powszechnego Spisu Ludności z 1921 roku wieś zamieszkiwały 332 osoby, 309 było wyznania rzymskokatolickiego, a 23 mojżeszowego. Jednocześnie 329 mieszkańców zadeklarowało polską przynależność narodową, a 3 żydowską. Były tu 63 budynki mieszkalne. Miejscowość należała do parafii rzymskokatolickiej w m. Poryte. Podlegała pod Sąd Grodzki w Stawiskach i Okręgowy w Łomży; właściwy urząd pocztowy mieścił się w m. Stawiski.
W latach 1975–1998 miejscowość należała administracyjnie do województwa łomżyńskiego.